# Ernst Elitz
Ernst Elitz, né le 24 juillet 1941 à Berlin, est un journaliste allemand qui exerce la fonction de président de la DeutschlandRadio (DLR).

## Biographie
De 1960 à 1968, Elitz étudie la philologie allemande, la science théâtrale et la philosophie à l'université libre de Berlin. À partir de 1966, il travaille pour les journaux Die Zeit et Der Spiegel ainsi que pour la radio ouest-berlinoise RIAS Berlin. En 1974, il rejoint la ZDF ("deuxième télévision allemande"). En 1985, il occupe le poste de rédacteur en chef à la radio Süddeutscher Rundfunk (Radio d'Allemagne du sud). Enfin, depuis le premier janvier 1994, il est le Président de la DLR et donc de ses deux programmes nationaux (culture et informations).
Il est membre du Conseil d'enseignement supérieur de l'École supérieure des médias (Hochschule der Medien). Il œuvre également contre la faim dans le monde avec la Stiftung Deutsche Welthungerhilfe (Fondation allemande d'aide contre la faim dans le monde).

## Distinctions
- 1991 : Gustav-Heinemann-Bürgerpreis (honore ceux qui aident pour la liberté et la justice)
- 1997 : Hans-Böckler-Preis (travail et droits sociaux)
- 2004 : Officier de l'ordre du Mérite de la République fédérale d'Allemagne